# Spoorlijn Rorschach - Winterthur
De spoorlijn Rorschach - Winterthur is een Zwitserse spoorlijn tussen Rorschach in kanton Sankt Gallen aan de Bodensee naar het Hauptbahnhof van Winterthur in kanton Zürich.

## Geschiedenis
De St. Gallisch-Appenzellische Eisenbahn (SGEA) was een Zwitserse spoorwegonderneming die het traject tussen Winterthur over Wil SG, Flawil, St. Gallen Winkeln, St. Gallen HB naar Rorschach in fases tussen 185 en 1865 aanlegde.
Het traject werd door de SGEA in fases geopend:
- Winterthur - Wil: 28 september 1855
- Wil - Flawil: 25 december 1855
- Flawil - Winkeln: 15 februari 1856
- Winkeln - St. Gallen HB: 24 maart 1856
- St. Gallen HB - Rorschach: 25 oktober 1856

### Overname
De St. Gallisch-Appenzellische Eisenbahn (SGEA) ging op 1 mei 1857 op in de Vereinigten Schweizerbahnen.

## Treindiensten

### S-Bahn Zürich
De treindiensten van de S-Bahn Zürich worden uitgevoerd door de SBB, THURBO.

### S-Bahn Sankt Gallen
De treindienste van de S-Bahn van St. Gallen worden uitgevoerd door de  AB, SOB, THURBO.

### Voralpen-Express
De "Voralpen-Express" is een treindienst tussen Noord-Oost Zwitserland en Centraal Zwitserland. Tegenwoordig is deze verbinding bekend als Express trein.

### SBB
De Schweizerische Bundesbahnen (SBB) verzorgt het intercityverkeer van/naar Zürich / St. Gallen. De treinen zijn in de dienstregeling aangeduid met de letters: IC.

#### TEE
Trans Europ Express (TEE) was de benaming voor een netwerk van luxueuze binnenlandse en internationale sneltreinen in Europa, dat van start ging in 1957.
Het concept was bedacht door F.Q. den Hollander, toenmalig president-directeur van de Nederlandse Spoorwegen.
De TEE Bavaria was in 1969 in het TEE-net opgenomen. Het betrof een opwaardering van de bestaande D-trein met dezelfde naam. Deze was op aandringen van de DB tot stand gekomen omdat ze op de net gemoderniseerde Allgäubahn een TEE wilde hebben in plaats van slechts een gewone D-trein. Door het schrappen van een aantal tussenstops werd de totale reistijd tot iets meer dan vier uur teruggebracht.
De Bavaria reed op dit traject tussen Rorschach en Winterthur.

#### Euro City
Op 31 mei 1987 richtten de spoorwegmaatschappijen van de Europese Unie, Oostenrijk en Zwitserland met 64 treinen het EuroCity-net als opvolger van de Trans Europ Express (TEE) op. In tegenstelling tot de TEE kent de EuroCity naast eerste klas ook tweede klas.
De  Euro City Bavaria was de voortgezet als Eurocity. Sinds 2002 rijdt deze trein echter zonder naam tussen Zürich en München.
De Bavaria reed op dit traject tussen Rorschach en Winterthur.

## Aansluitingen
In de volgende plaatsen was of is er een aansluiting van de volgende spoorwegmaatschappijen:

### Rorschach
- Rheintalbahn spoorlijn tussen Rorschach en Sargans
- Rorschach-Heiden-Bergbahn bergspoorlijn tussen Rorschach en Heiden
- Thurbo diverse spoorlijnen
- Seelinie spoorlijn tussen Schaffhausen en Rorschach

### St. Gallen
- Appenzeller Bahnen spoorlijn tussen St. Gallen en Appenzell / Trogen
- Romanshorn - St. Gallen spoorlijn tussen Romanshorn en St. Gallen
- Wattwil - St. Gallen spoorlijn tussen Wattwil en St. Gallen
- Thurbo diverse spoorlijnen

### Gossau SG
- Appenzeller Bahnen spoorlijn tussen Gossau SG en Appenzell

### Wil SG
- Wil - Konstanz spoorlijn tussen Wil en Konstanz
- Wil - Ebnat Kappel spoorlijn tussen Wil en Ebnat-Kappel
- Frauenfeld - Wil spoorlijn tussen Frauenfeld en Wil

### Winterthur
- Zürich - Winterthur, spoorlijn tussen Zürich en Winterthur
- Romanshorn - Winterthur spoorlijn tussen Romanshorn en Winterthur
- Rheinfallbahn spoorlijn tussen Winterthur en Schaffhausen
- Winterthur - Etzwilen spoorlijn tussen Winterthur en Etzwilen
- Winterthur - Rüti, spoorlijn tussen Winterthur en Rüti (ZH)
- Winterthur - Koblenz, spoorlijn tussen Winterthur en Koblenz

## Elektrische tractie
Het traject werd geëlektrificeerd met een spanning van 15.000 volt 16 2/3 Hz wisselstroom.

## Afbeeldingen

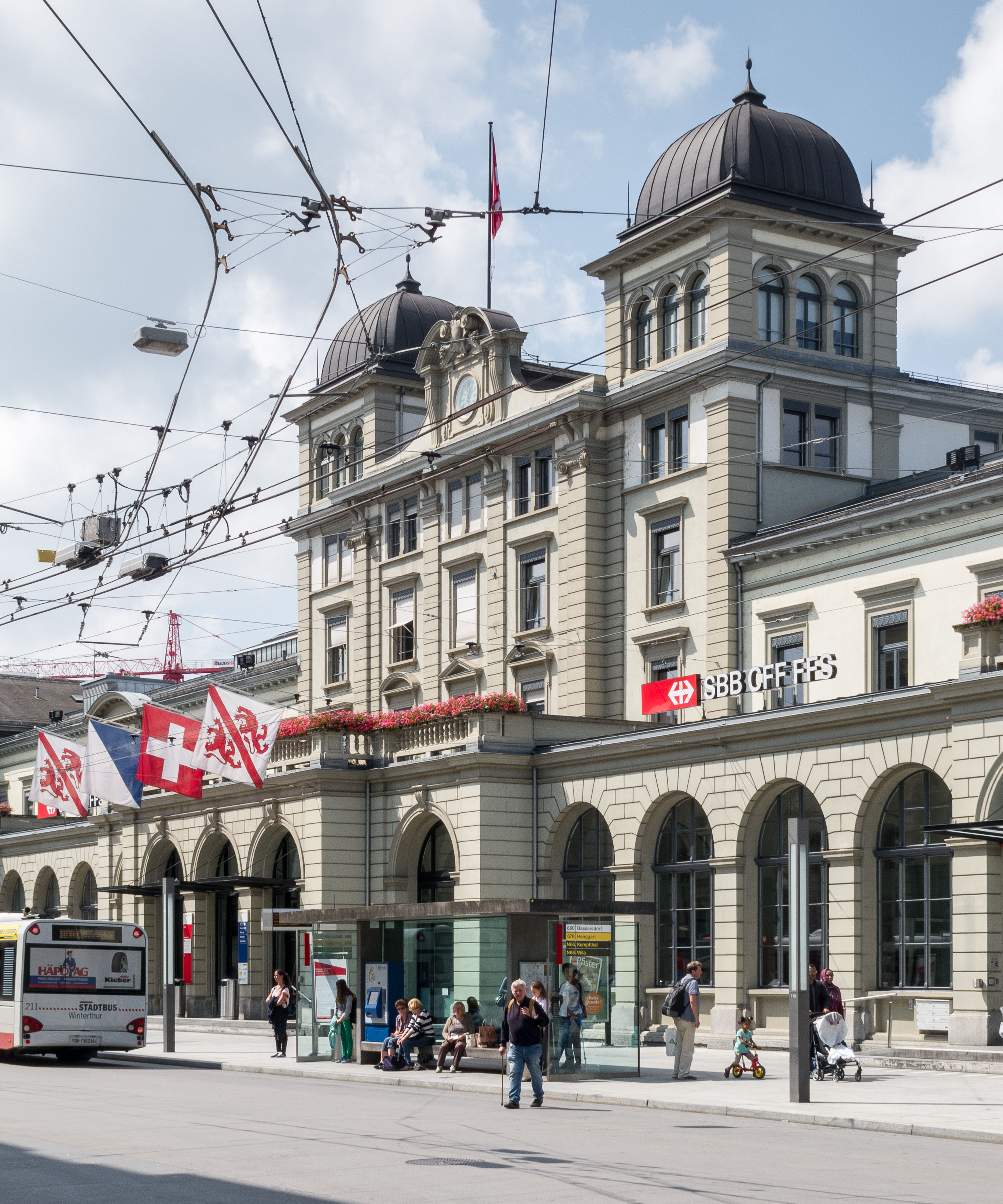
Wintherthur Hauptbahnhof, exterieur
Winterthur Hauptbahnhof, perrons
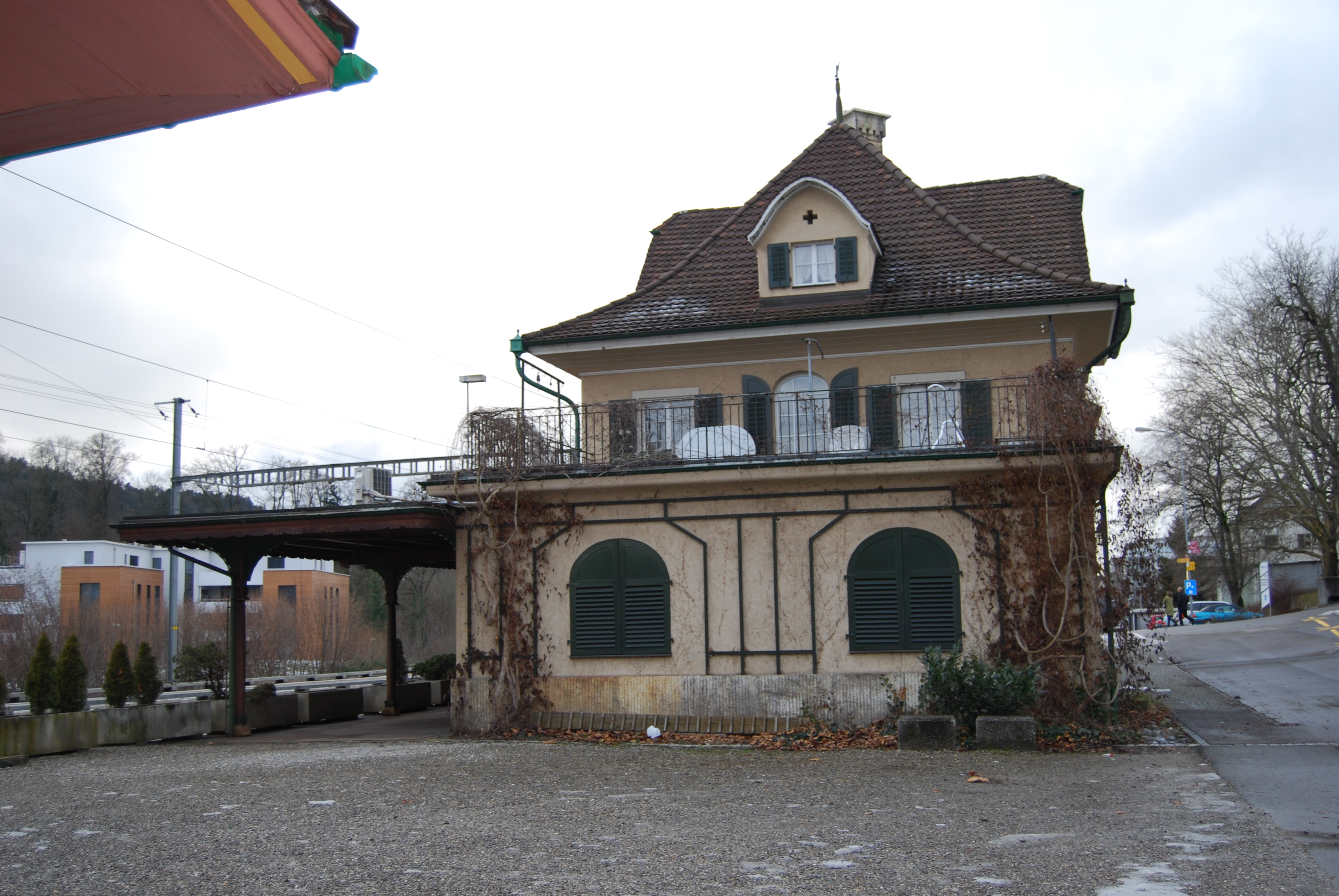
Station Aadorf
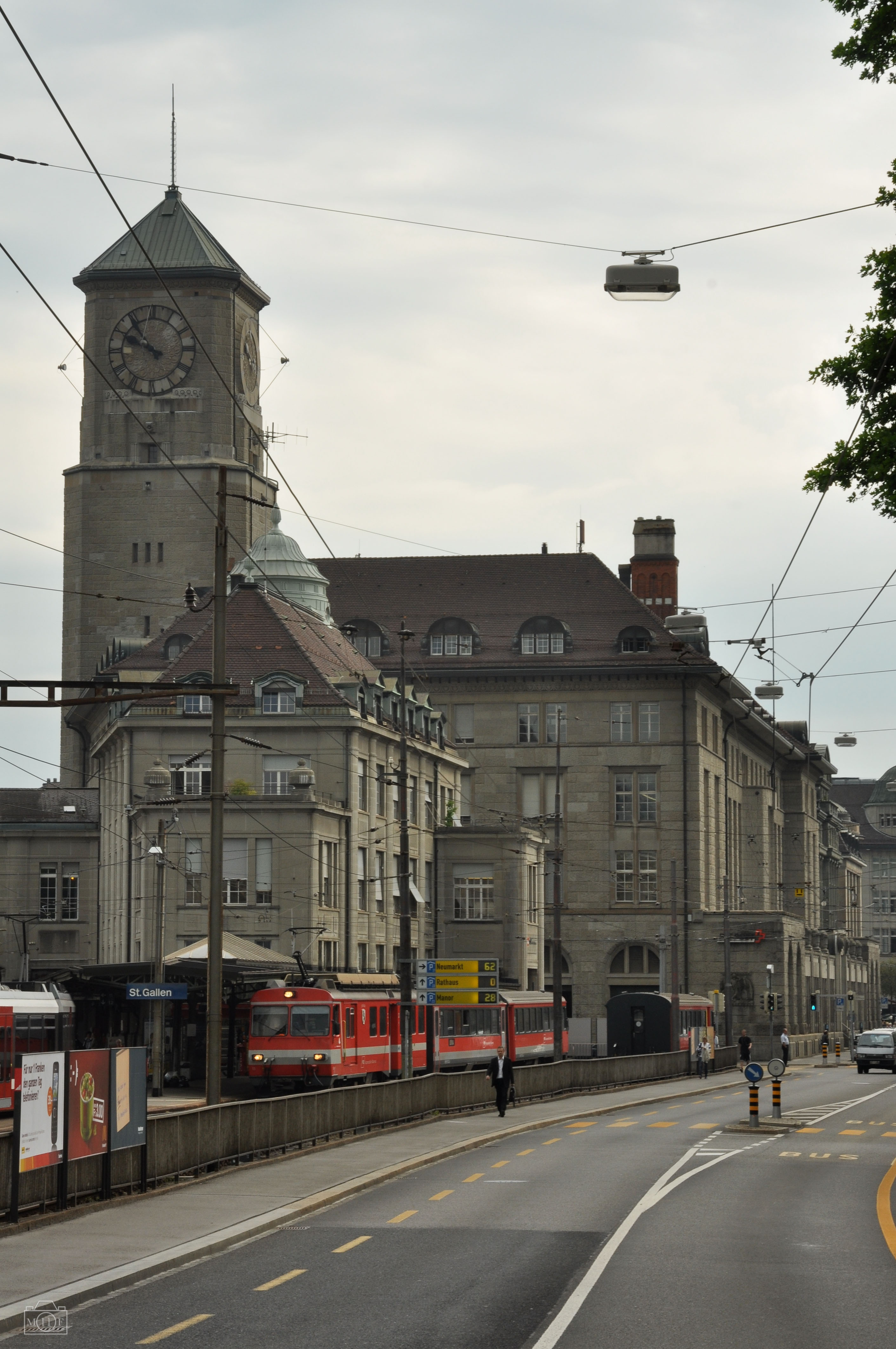
Station St. Gallen
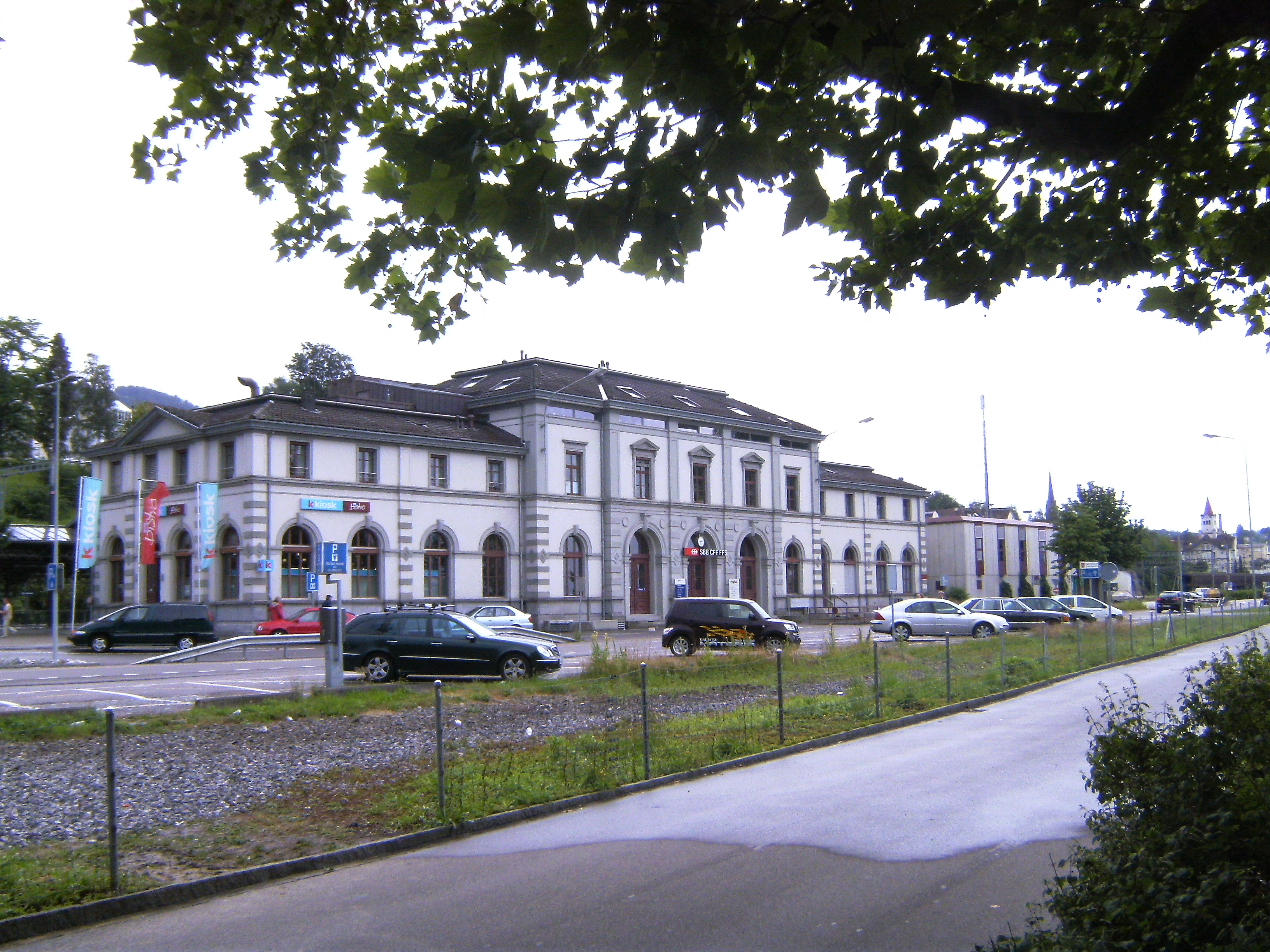
Station Rorschach